# Bookshelf Symbol 7
Bookshelf Symbol 7 ist ein Symbol-Font der Bookshelf-Symbol-Reihe, die standardmäßig mit Microsoft Office mitgeliefert wird.
Der Font erlangte mediale Aufmerksamkeit, als sich kurz nach der Veröffentlichung von Microsoft Office 2003 herausstellte, dass der Font u. a. das Hakenkreuz enthält. Microsoft entschuldigte sich daraufhin für diesen Vorfall und bot einen Patch an, der den Font vom Computer entfernt. Später wurde ein zweiter Patch herausgegeben, der zwar die bedenklichen Symbole entfernt, aber ansonsten den Font intakt hält.